# Kocerjînți, Babanka
Kocerjînți (în ucraineană Кочержинці) este o comună în raionul Babanka, regiunea Cerkasî, Ucraina, formată numai din satul de reședință.

## Demografie
Componența lingvistică a comunei Kocerjînți
     Ucraineană (98,17%)
     Rusă (1,54%)
     Alte limbi (0,07%)
Conform recensământului din 2001, majoritatea populației comunei Kocerjînți era vorbitoare de ucraineană (98,17%), existând în minoritate și vorbitori de rusă (1,54%).